# Polygala polygama
Polygala polygama är en jungfrulinsväxtart som beskrevs av Thomas Walter. Polygala polygama ingår i släktet jungfrulinssläktet, och familjen jungfrulinsväxter. Inga underarter finns listade i Catalogue of Life.

## Bildgalleri

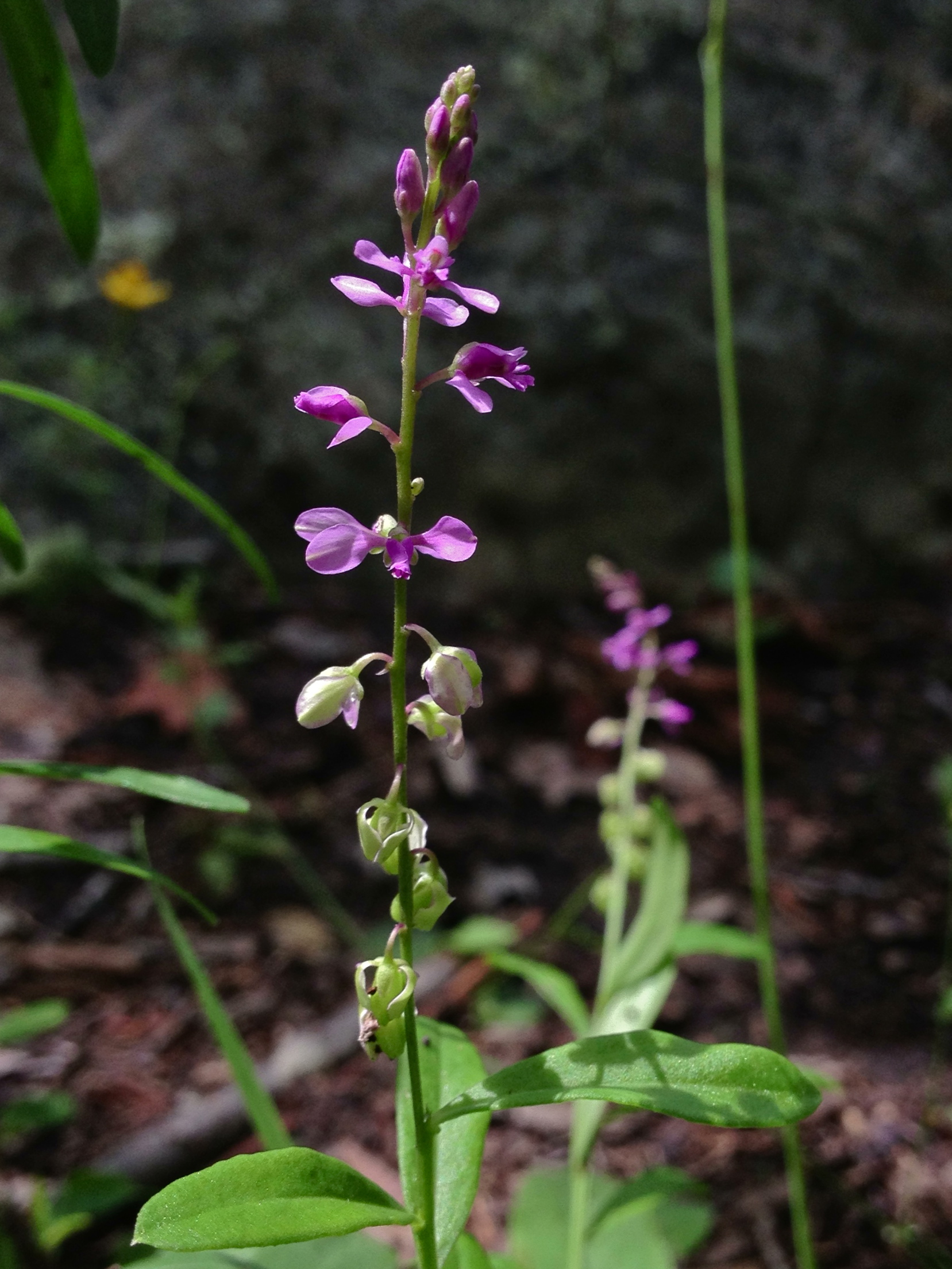